# Campeonato Europeo de Baloncesto Masculino Sub-16 de 2018
El Campeonato Europeo de Baloncesto Masculino Sub-16 de 2018 fue la 32.ª edición del Campeonato Europeo de Baloncesto Masculino Sub-16. La competición tuvo lugar en la ciudad de Novi Sad (Serbia) del 10 al 18 de agosto de 2018.

## Sedes
| Novi Sad                          | Novi Sad                     | Novi Sad Novi Sad, sede del Campeonato Europeo de Baloncesto Masculino Sub-16 de 2018. |
| --------------------------------- | ---------------------------- | -------------------------------------------------------------------------------------- |
| SPC Vojvodina - Estadio principal | SPC Vojvodina - Estadio 2    | Novi Sad Novi Sad, sede del Campeonato Europeo de Baloncesto Masculino Sub-16 de 2018. |
| Capacidad: 6987 espectadores      | Capacidad: 1030 espectadores | Novi Sad Novi Sad, sede del Campeonato Europeo de Baloncesto Masculino Sub-16 de 2018. |
|                                   |                              | Novi Sad Novi Sad, sede del Campeonato Europeo de Baloncesto Masculino Sub-16 de 2018. |

## Equipos participantes
Participan los 16 equipos que conforman la División A:
- Alemania
- Croacia
- Eslovenia
- España
- Estonia
- Francia
- Georgia (3.º)
- Grecia (1.º)
- Israel
- Italia
- Letonia
- Lituania
- Montenegro
- Países Bajos (2.º)
- Serbia
- Turquía

## Fase de grupos
En esta ronda, los 16 equipos están agrupados en cuatro grupos de cuatro equipos cada uno. Todos los equipos avanzan a la Fase Final.

### Grupo A
|   | Equipo     | Pts | PG | PP | PF  | PC  | Dif |
| - | ---------- | --- | -- | -- | --- | --- | --- |
| 1 | Lituania   | 6   | 3  | 0  | 281 | 151 | 130 |
| 2 | Israel     | 4   | 1  | 2  | 201 | 236 | −35 |
| 3 | Eslovenia  | 4   | 1  | 2  | 222 | 267 | −45 |
| 4 | Montenegro | 4   | 1  | 2  | 215 | 265 | −50 |

#### Partidos
| 10 de agosto, 16:00 | Lituania                             | 84–50   | Montenegro | Novi Sad                                    |  |
|                     | Parciales: 11–12, 17–15, 29–15, 27–8 |         |            |                                             |  |
|                     |                                      | Reporte |            | Pabellón: SPC Vojvodina Árbitros: [[]] [[]] |  |

| 10 de agosto, 18:15 | Israel                                | 78–63   | Eslovenia | Novi Sad                                    |  |
|                     | Parciales: 11–16, 20–16, 28–17, 19–14 |         |           |                                             |  |
|                     |                                       | Reporte |           | Pabellón: SPC Vojvodina Árbitros: [[]] [[]] |  |

| 11 de agosto, 13:45 | Montenegro                            | 81–77   | Israel | Novi Sad                                    |  |
|                     | Parciales: 18–22, 20–16, 23–22, 20–17 |         |        |                                             |  |
|                     |                                       | Reporte |        | Pabellón: SPC Vojvodina Árbitros: [[]] [[]] |  |

| 11 de agosto, 16:00 | Eslovenia                            | 55–105  | Lituania | Novi Sad                                    |  |
|                     | Parciales: 18–23, 10–23, 4–33, 23–26 |         |          |                                             |  |
|                     |                                      | Reporte |          | Pabellón: SPC Vojvodina Árbitros: [[]] [[]] |  |

| 12 de agosto, 13:45 | Lituania                            | 92–46   | Israel | Novi Sad                                    |  |
|                     | Parciales: 25–20, 33–5, 19–14, 15–7 |         |        |                                             |  |
|                     |                                     | Reporte |        | Pabellón: SPC Vojvodina Árbitros: [[]] [[]] |  |

| 12 de agosto, 13:45 | Eslovenia                             | 104–84  | Montenegro | Novi Sad                                    |  |
|                     | Parciales: 18–14, 24–25, 32–12, 30–33 |         |            |                                             |  |
|                     |                                       | Reporte |            | Pabellón: SPC Vojvodina Árbitros: [[]] [[]] |  |

### Grupo B
|   | Equipo       | Pts | PG | PP | PF  | PC  | Dif |
| - | ------------ | --- | -- | -- | --- | --- | --- |
| 1 | España       | 6   | 3  | 0  | 236 | 169 | 67  |
| 2 | Serbia       | 5   | 2  | 1  | 209 | 184 | 25  |
| 3 | Letonia      | 4   | 1  | 2  | 208 | 241 | −33 |
| 4 | Países Bajos | 3   | 0  | 3  | 173 | 232 | −59 |

#### Partidos
| 10 de agosto, 18:15 | Letonia                               | 77–69   | Países Bajos | Novi Sad                                    |  |
|                     | Parciales: 17–17, 20–16, 24–17, 16–19 |         |              |                                             |  |
|                     |                                       | Reporte |              | Pabellón: SPC Vojvodina Árbitros: [[]] [[]] |  |

| 10 de agosto, 20:30 | España                               | 72–46   | Serbia | Novi Sad                                    |  |
|                     | Parciales: 24–10, 22–11, 16–8, 10–17 |         |        |                                             |  |
|                     |                                      | Reporte |        | Pabellón: SPC Vojvodina Árbitros: [[]] [[]] |  |

| 11 de agosto, 18:15 | Países Bajos                        | 52–77   | España | Novi Sad                                    |  |
|                     | Parciales: 10–29, 9–16, 22–23, 11–9 |         |        |                                             |  |
|                     |                                     | Reporte |        | Pabellón: SPC Vojvodina Árbitros: [[]] [[]] |  |

| 11 de agosto, 20:30 | Serbia                                | 85–60   | Letonia | Novi Sad                                    |  |
|                     | Parciales: 21–16, 22–13, 22–20, 20–11 |         |         |                                             |  |
|                     |                                       | Reporte |         | Pabellón: SPC Vojvodina Árbitros: [[]] [[]] |  |

| 12 de agosto, 20:30 | España                                | 87–71   | Letonia | Novi Sad                                    |  |
|                     | Parciales: 27–15, 18–16, 26–19, 16–21 |         |         |                                             |  |
|                     |                                       | Reporte |         | Pabellón: SPC Vojvodina Árbitros: [[]] [[]] |  |

| 12 de agosto, 20:30 | Países Bajos                        | 52–78   | Serbia | Novi Sad                                    |  |
|                     | Parciales: 13–20, 9–24, 21–14, 9–20 |         |        |                                             |  |
|                     |                                     | Reporte |        | Pabellón: SPC Vojvodina Árbitros: [[]] [[]] |  |

### Grupo C
|   | Equipo   | Pts | PG | PP | PF  | PC  | Dif |
| - | -------- | --- | -- | -- | --- | --- | --- |
| 1 | Turquía  | 5   | 2  | 1  | 218 | 223 | −5  |
| 2 | Croacia  | 5   | 2  | 1  | 229 | 210 | 19  |
| 3 | Grecia   | 4   | 1  | 2  | 214 | 230 | −16 |
| 4 | Alemania | 4   | 1  | 2  | 211 | 209 | 2   |

#### Partidos
| 10 de agosto, 13:45 | Alemania                                         | 68–69   | Grecia | Novi Sad                                    |  |
|                     | Parciales: 14–8, 18–14, 12–16, 16–22 (T.E.: 8–9) |         |        |                                             |  |
|                     |                                                  | Reporte |        | Pabellón: SPC Vojvodina Árbitros: [[]] [[]] |  |

| 10 de agosto, 16:00 | Turquía                               | 75–70   | Croacia | Novi Sad                                    |  |
|                     | Parciales: 20–22, 13–14, 17–23, 25–11 |         |         |                                             |  |
|                     |                                       | Reporte |         | Pabellón: SPC Vojvodina Árbitros: [[]] [[]] |  |

| 11 de agosto, 13:45 | Grecia                               | 74–79   | Turquía | Novi Sad                                    |  |
|                     | Parciales: 21–26, 32–18, 13–15, 8–20 |         |         |                                             |  |
|                     |                                      | Reporte |         | Pabellón: SPC Vojvodina Árbitros: [[]] [[]] |  |

| 11 de agosto, 20:30 | Croacia                               | 76–64   | Alemania | Novi Sad                                    |  |
|                     | Parciales: 22–10, 19–18, 22–21, 13–15 |         |          |                                             |  |
|                     |                                       | Reporte |          | Pabellón: SPC Vojvodina Árbitros: [[]] [[]] |  |

| 12 de agosto, 16:00 | Turquía                               | 64–79   | Alemania | Novi Sad                                    |  |
|                     | Parciales: 15–22, 16–20, 19–15, 14–22 |         |          |                                             |  |
|                     |                                       | Reporte |          | Pabellón: SPC Vojvodina Árbitros: [[]] [[]] |  |

| 12 de agosto, 18:15 | Grecia                                | 71–83   | Croacia | Novi Sad                                    |  |
|                     | Parciales: 18–23, 15–22, 20–18, 18–20 |         |         |                                             |  |
|                     |                                       | Reporte |         | Pabellón: SPC Vojvodina Árbitros: [[]] [[]] |  |

### Grupo D
|   | Equipo  | Pts | PG | PP | PF  | PC  | Dif  |
| - | ------- | --- | -- | -- | --- | --- | ---- |
| 1 | Francia | 6   | 3  | 0  | 250 | 161 | 89   |
| 2 | Estonia | 5   | 2  | 1  | 216 | 200 | 16   |
| 3 | Italia  | 4   | 1  | 2  | 211 | 216 | −5   |
| 4 | Georgia | 3   | 0  | 3  | 175 | 275 | −100 |

#### Partidos
| 10 de agosto, 13:45 | Estonia                               | 76–66   | Georgia | Novi Sad                                    |  |
|                     | Parciales: 22–14, 19–20, 21–12, 14–20 |         |         |                                             |  |
|                     |                                       | Reporte |         | Pabellón: SPC Vojvodina Árbitros: [[]] [[]] |  |

| 10 de agosto, 20:30 | Francia                              | 78–50   | Italia | Novi Sad                                    |  |
|                     | Parciales: 18–11, 14–17, 23–14, 23–8 |         |        |                                             |  |
|                     |                                      | Reporte |        | Pabellón: SPC Vojvodina Árbitros: [[]] [[]] |  |

| 11 de agosto, 16:00 | Italia                               | 68–83   | Estonia | Novi Sad                                    |  |
|                     | Parciales: 12–17, 16–25, 9–19, 31–22 |         |         |                                             |  |
|                     |                                      | Reporte |         | Pabellón: SPC Vojvodina Árbitros: [[]] [[]] |  |

| 11 de agosto, 18:15 | Georgia                              | 54–106  | Francia | Novi Sad                                    |  |
|                     | Parciales: 17–23, 20–16, 11–39, 6–28 |         |         |                                             |  |
|                     |                                      | Reporte |         | Pabellón: SPC Vojvodina Árbitros: [[]] [[]] |  |

| 12 de agosto, 16:00 | Francia                              | 66–57   | Estonia | Novi Sad                                    |  |
|                     | Parciales: 15–18, 17–7, 16–20, 18–12 |         |         |                                             |  |
|                     |                                      | Reporte |         | Pabellón: SPC Vojvodina Árbitros: [[]] [[]] |  |

| 12 de agosto, 18:15 | Georgia                               | 55–93   | Italia | Novi Sad                                    |  |
|                     | Parciales: 19–18, 13–21, 10–21, 13–33 |         |        |                                             |  |
|                     |                                       | Reporte |        | Pabellón: SPC Vojvodina Árbitros: [[]] [[]] |  |

## Fase final

### Cuadro final
|  | Octavos de final | Octavos de final |         |          | Cuartos de final | Cuartos de final |  |         | Semifinales  | Semifinales  |         |              | Final        | Final        |  |
|  | 14 de agosto     | 14 de agosto     |         |          | 15 de agosto     | 15 de agosto     |  |         | 17 de agosto | 17 de agosto |         |              | 18 de agosto | 18 de agosto |  |
|  |                  |                  |         |          |                  |                  |  |         |              |              |         |              |              |              |  |
|  |                  |                  |         |          |                  |                  |  |         |              |              |         |              |              |              |  |
|  | Lituania         | 84               |         |          |                  |                  |  |         |              |              |         |              |              |              |  |
|  | Lituania         | 84               |         |          |                  |                  |  |         |              |              |         |              |              |              |  |
|  | Países Bajos     | 53               |         |          |                  |                  |  |         |              |              |         |              |              |              |  |
|  | Países Bajos     | 53               |         | Lituania | 78               |                  |  |         |              |              |         |              |              |              |  |
|  |                  |                  |         | Lituania | 78               |                  |  |         |              |              |         |              |              |              |  |
|  |                  |                  | Croacia | 80       |                  |                  |  |         |              |              |         |              |              |              |  |
|  | Croacia          | 85               | Croacia | 80       |                  |                  |  |         |              |              |         |              |              |              |  |
|  | Croacia          | 85               |         |          |                  |                  |  |         |              |              |         |              |              |              |  |
|  | Italia           | 58               |         |          |                  |                  |  |         |              |              |         |              |              |              |  |
|  | Italia           | 58               |         |          |                  |                  |  | Croacia | 65           |              |         |              |              |              |  |
|  |                  |                  |         |          |                  |                  |  | Croacia | 65           |              |         |              |              |              |  |
|  |                  |                  | Francia | 58       |                  |                  |  |         |              |              |         |              |              |              |  |
|  | Serbia           | 88               | Francia | 58       |                  |                  |  |         |              |              |         |              |              |              |  |
|  | Serbia           | 88               |         |          |                  |                  |  |         |              |              |         |              |              |              |  |
|  | Eslovenia        | 63               |         |          |                  |                  |  |         |              |              |         |              |              |              |  |
|  | Eslovenia        | 63               |         | Serbia   | 71               |                  |  |         |              |              |         |              |              |              |  |
|  |                  |                  |         | Serbia   | 71               |                  |  |         |              |              |         |              |              |              |  |
|  |                  |                  | Francia | 78       |                  |                  |  |         |              |              |         |              |              |              |  |
|  | Francia          | 83               | Francia | 78       |                  |                  |  |         |              |              |         |              |              |              |  |
|  | Francia          | 83               |         |          |                  |                  |  |         |              |              |         |              |              |              |  |
|  | Alemania         | 56               |         |          |                  |                  |  |         |              |              |         |              |              |              |  |
|  | Alemania         | 56               |         |          |                  |                  |  |         |              |              |         | Croacia      | 71           |              |  |
|  |                  |                  |         |          |                  |                  |  |         |              |              |         | Croacia      | 71           |              |  |
|  |                  |                  | España  | 70       |                  |                  |  |         |              |              |         |              |              |              |  |
|  | Israel           | 81               | España  | 70       |                  |                  |  |         |              |              |         |              |              |              |  |
|  | Israel           | 81               |         |          |                  |                  |  |         |              |              |         |              |              |              |  |
|  | Letonia          | 85               |         |          |                  |                  |  |         |              |              |         |              |              |              |  |
|  | Letonia          | 85               |         | Letonia  | 63               |                  |  |         |              |              |         |              |              |              |  |
|  |                  |                  |         | Letonia  | 63               |                  |  |         |              |              |         |              |              |              |  |
|  |                  |                  | Turquía | 92       |                  |                  |  |         |              |              |         |              |              |              |  |
|  | Turquía          | 97               | Turquía | 92       |                  |                  |  |         |              |              |         |              |              |              |  |
|  | Turquía          | 97               |         |          |                  |                  |  |         |              |              |         |              |              |              |  |
|  | Georgia          | 72               |         |          |                  |                  |  |         |              |              |         |              |              |              |  |
|  | Georgia          | 72               |         |          |                  |                  |  | Turquía | 57           |              |         |              |              |              |  |
|  |                  |                  |         |          |                  |                  |  | Turquía | 57           |              |         |              |              |              |  |
|  |                  |                  | España  | 67       |                  |                  |  |         |              |              |         |              |              |              |  |
|  | España           | 102              | España  | 67       |                  |                  |  |         |              |              |         |              |              |              |  |
|  | España           | 102              |         |          |                  |                  |  |         |              |              |         |              |              |              |  |
|  | Montenegro       | 49               |         |          |                  |                  |  |         |              |              |         |              |              |              |  |
|  | Montenegro       | 49               |         | España   | 61               |                  |  |         |              |              |         | Tercer lugar | Tercer lugar |              |  |
|  |                  |                  |         | España   | 61               |                  |  |         |              |              |         | Tercer lugar | Tercer lugar |              |  |
|  |                  |                  | Grecia  | 41       |                  |                  |  |         |              |              |         |              |              |              |  |
|  | Estonia          | 66               | Grecia  | 41       |                  |                  |  |         |              |              | Francia | 59           |              |              |  |
|  | Estonia          | 66               |         |          |                  |                  |  |         |              |              | Francia | 59           |              |              |  |
|  | Grecia           | 83               |         |          |                  |                  |  |         |              |              |         |              | Turquía      | 82           |  |
|  | Grecia           | 83               |         |          |                  |                  |  |         |              |              |         |              | Turquía      | 82           |  |
|  |                  |                  |         |          |                  |                  |  |         |              |              |         |              |              |              |  |

#### Octavos de final
| 14 de agosto, 13.45 | Croacia                               | 85–58   | Italia | Novi Sad                                    |  |
|                     | Parciales: 19–15, 23–18, 27–11, 16–14 |         |        |                                             |  |
|                     |                                       | Reporte |        | Pabellón: SPC Vojvodina Árbitros: [[]] [[]] |  |

| 14 de agosto, 13:45 | Israel                               | 81–85   | Letonia | Novi Sad                                    |  |
|                     | Parciales: 27–26, 23–19, 23–15, 8–25 |         |         |                                             |  |
|                     |                                      | Reporte |         | Pabellón: SPC Vojvodina Árbitros: [[]] [[]] |  |

| 14 de agosto, 16:00 | Turquía                               | 97–72   | Georgia | Novi Sad                                    |  |
|                     | Parciales: 20–28, 33–11, 25–20, 19–13 |         |         |                                             |  |
|                     |                                       | Reporte |         | Pabellón: SPC Vojvodina Árbitros: [[]] [[]] |  |

| 14 de agosto, 16:00 | Lituania                             | 84–53   | Países Bajos | Novi Sad                                    |  |
|                     | Parciales: 21–17, 20–12, 19–15, 24–9 |         |              |                                             |  |
|                     |                                      | Reporte |              | Pabellón: SPC Vojvodina Árbitros: [[]] [[]] |  |

| 14 de agosto, 18:15 | Estonia                               | 66–83   | Grecia | Novi Sad                                    |  |
|                     | Parciales: 14–15, 18–18, 17–23, 17–27 |         |        |                                             |  |
|                     |                                       | Reporte |        | Pabellón: SPC Vojvodina Árbitros: [[]] [[]] |  |

| 14 de agosto, 18:15 | Francia                               | 83–56   | Alemania | Novi Sad                                    |  |
|                     | Parciales: 23–12, 20–13, 24–13, 16–18 |         |          |                                             |  |
|                     |                                       | Reporte |          | Pabellón: SPC Vojvodina Árbitros: [[]] [[]] |  |

| 14 de agosto, 20:30 | España                               | 102–49  | Montenegro | Novi Sad                                    |  |
|                     | Parciales: 33–5, 27–19, 30–13, 12–12 |         |            |                                             |  |
|                     |                                      | Reporte |            | Pabellón: SPC Vojvodina Árbitros: [[]] [[]] |  |

| 14 de agosto, 20:30 | Serbia                                | 88–63   | Eslovenia | Novi Sad                                    |  |
|                     | Parciales: 26–17, 24–13, 16–18, 22–15 |         |           |                                             |  |
|                     |                                       | Reporte |           | Pabellón: SPC Vojvodina Árbitros: [[]] [[]] |  |

#### Cuartos de final
| 15 de agosto, 13:45 | Lituania                              | 78–80   | Croacia | Novi Sad                                    |  |
|                     | Parciales: 29–26, 20–21, 10–17, 19–16 |         |         |                                             |  |
|                     |                                       | Reporte |         | Pabellón: SPC Vojvodina Árbitros: [[]] [[]] |  |

| 15 de agosto, 16:00 | Letonia                               | 63–92   | Turquía | Novi Sad                                    |  |
|                     | Parciales: 10–28, 17–19, 15–19, 21–26 |         |         |                                             |  |
|                     |                                       | Reporte |         | Pabellón: SPC Vojvodina Árbitros: [[]] [[]] |  |

| 15 de agosto, 18:15 | España                             | 61–41   | Grecia | Novi Sad                                    |  |
|                     | Parciales: 12–18, 17–9, 13–6, 19–8 |         |        |                                             |  |
|                     |                                    | Reporte |        | Pabellón: SPC Vojvodina Árbitros: [[]] [[]] |  |

| 15 de agosto, 20:30 | Serbia                                | 71–78   | Francia | Novi Sad                                    |  |
|                     | Parciales: 15–20, 15–21, 13–16, 28–21 |         |         |                                             |  |
|                     |                                       | Reporte |         | Pabellón: SPC Vojvodina Árbitros: [[]] [[]] |  |

#### Semifinales
| 17 de agosto, 18:15 | Croacia                               | 65–58   | Francia | Novi Sad                                    |  |
|                     | Parciales: 16–12, 21–19, 17–12, 11–15 |         |         |                                             |  |
|                     |                                       | Reporte |         | Pabellón: SPC Vojvodina Árbitros: [[]] [[]] |  |

| 17 de agosto, 20:30 | Turquía                               | 57–67   | España | Novi Sad                                    |  |
|                     | Parciales: 11–12, 15–22, 11–16, 20–17 |         |        |                                             |  |
|                     |                                       | Reporte |        | Pabellón: SPC Vojvodina Árbitros: [[]] [[]] |  |

#### Partido por la medalla de bronce
| 18 de agosto, 18:15 | Francia                              | 59–82   | Turquía | Novi Sad                                    |  |
|                     | Parciales: 8–10, 11–18, 23–28, 17–26 |         |         |                                             |  |
|                     |                                      | Reporte |         | Pabellón: SPC Vojvodina Árbitros: [[]] [[]] |  |

#### Final
| 18 de agosto, 20:30 | Croacia                               | 71–70   | España | Novi Sad |  |
|                     | Parciales: 19–14, 18–15, 18–23, 16–18 |         |        | |  |
|                     |                                       | Reporte |        | Pabellón: SPC Vojvodina Asistencia: 700 espectadores Árbitros: Tolga Sahin Tomas Jasevičius Ventsislav Velikov |  |

### Cuadro por el 5.º-8.º lugar
|  | Semifinales 5.º-8.º | Semifinales 5.º-8.º |        |        | Partido 5.º lugar | Partido 5.º lugar |  |
|  | 17 de agosto        | 17 de agosto        |        |        | 18 de agosto      | 18 de agosto      |  |
|  |                     |                     |        |        |                   |                   |  |
|  |                     |                     |        |        |                   |                   |  |
|  | Lituania            | 66                  |        |        |                   |                   |  |
|  | Lituania            | 66                  |        |        |                   |                   |  |
|  | Serbia              | 73                  |        |        |                   |                   |  |
|  | Serbia              | 73                  |        | Serbia | 81                |                   |  |
|  |                     |                     |        | Serbia | 81                |                   |  |
|  |                     |                     | Grecia | 68     |                   |                   |  |
|  | Letonia             | 64                  | Grecia | 68     |                   |                   |  |
|  | Letonia             | 64                  |        |        |                   |                   |  |
|  | Grecia              | 73                  |        |        | Partido 7.º lugar | Partido 7.º lugar |  |
|  | Grecia              | 73                  |        |        | Partido 7.º lugar | Partido 7.º lugar |  |
|  |                     |                     |        |        |                   |                   |  |
|  |                     |                     |        |        | Lituania          | 82                |  |
|  |                     |                     |        |        | Lituania          | 82                |  |
|  |                     |                     |        |        | Letonia           | 61                |  |
|  |                     |                     |        |        | Letonia           | 61                |  |
|  |                     |                     |        |        |                   |                   |  |

#### Semifinales del 5.º–8.º lugar
| 17 de agosto, 13:45 | Letonia                               | 64–73   | Grecia | Novi Sad                                    |  |
|                     | Parciales: 18–16, 21–20, 11–18, 14–19 |         |        |                                             |  |
|                     |                                       | Reporte |        | Pabellón: SPC Vojvodina Árbitros: [[]] [[]] |  |

| 17 de agosto, 16:00 | Lituania                              | 66–73   | Serbia | Novi Sad                                    |  |
|                     | Parciales: 16–11, 20–19, 18–18, 12–25 |         |        |                                             |  |
|                     |                                       | Reporte |        | Pabellón: SPC Vojvodina Árbitros: [[]] [[]] |  |

#### Partido por el 7.º lugar
| 18 de agosto, 16:00 | Lituania                              | 82–61   | Letonia | Novi Sad                                    |  |
|                     | Parciales: 22–16, 12–14, 21–13, 27–18 |         |         |                                             |  |
|                     |                                       | Reporte |         | Pabellón: SPC Vojvodina Árbitros: [[]] [[]] |  |

#### Partido por el 5.º lugar
| 18 de agosto, 18:15 | Serbia                                | 81–68   | Grecia | Novi Sad                                    |  |
|                     | Parciales: 24–12, 20–20, 18–13, 19–23 |         |        |                                             |  |
|                     |                                       | Reporte |        | Pabellón: SPC Vojvodina Árbitros: [[]] [[]] |  |

### Cuadro por el 9.º-16.º lugares
|  | Partido 13.eɽ lugar | Partido 13.eɽ lugar |              |              | Semifinales 13.º-16.º | Semifinales 13.º-16.º |              |              | Cuartos de final 9.º-16.º | Cuartos de final 9.º-16.º |        |        | Semifinales 9.º-12.º | Semifinales 9.º-12.º |  |  | Partido 9.º lugar | Partido 9.º lugar |
|  |                     |                     |              |              |                       |                       |              |              |                           |                           |        |        |                      |                      |  |  |                   |                   |
|  |                     |                     |              |              |                       |                       |              |              | 15 de agosto              |                           |        |        |                      |                      |  |  |                   |                   |
|  |                     |                     |              |              |                       |                       |              |              |                           |                           |        |        |                      |                      |  |  |                   |                   |
|  | 18 de agosto        | 18 de agosto        |              |              | 17 de agosto          | 17 de agosto          |              |              | Países Bajos              | 45                        |        |        | 17 de agosto         | 17 de agosto         |  |  | 18 de agosto      | 18 de agosto      |
|  | 18 de agosto        | 18 de agosto        |              |              | 17 de agosto          | 17 de agosto          |              |              | Países Bajos              | 45                        |        |        | 17 de agosto         | 17 de agosto         |  |  | 18 de agosto      | 18 de agosto      |
|  | 18 de agosto        | 18 de agosto        |              |              | 17 de agosto          | 17 de agosto          | Italia       | 80           |                           |                           |        |        | 17 de agosto         | 17 de agosto         |  |  | 18 de agosto      | 18 de agosto      |
|  | 18 de agosto        | 18 de agosto        |              | Países Bajos | 62                    |                       | Italia       | 80           |                           |                           |        | Italia | 80                   |                      |  |  | 18 de agosto      | 18 de agosto      |
|  | 18 de agosto        | 18 de agosto        | 15 de agosto | Países Bajos | 62                    |                       |              |              |                           |                           |        | Italia | 80                   |                      |  |  | 18 de agosto      | 18 de agosto      |
|  | 18 de agosto        | 18 de agosto        |              |              | Eslovenia             | 77                    |              |              | Alemania                  | 93                        |        |        |                      |                      |  |  | 18 de agosto      | 18 de agosto      |
|  | 18 de agosto        | 18 de agosto        | Eslovenia    | 82           | Eslovenia             | 77                    |              |              | Alemania                  | 93                        |        |        |                      |                      |  |  | 18 de agosto      | 18 de agosto      |
|  | 18 de agosto        | 18 de agosto        | Eslovenia    | 82           |                       |                       |              |              |                           |                           |        |        |                      |                      |  |  | 18 de agosto      | 18 de agosto      |
|  | 18 de agosto        | 18 de agosto        |              |              | Alemania              | 84                    |              |              |                           |                           |        |        |                      |                      |  |  | 18 de agosto      | 18 de agosto      |
|  | Eslovenia           | 80                  |              |              | Alemania              | 84                    | Alemania     | 77           |                           |                           |        |        |                      |                      |  |  |                   |                   |
|  | Eslovenia           | 80                  | 15 de agosto |              |                       |                       | Alemania     | 77           |                           |                           |        |        |                      |                      |  |  |                   |                   |
|  | Montenegro          | 71                  |              |              | Israel                | 73                    |              |              |                           |                           |        |        |                      |                      |  |  |                   |                   |
|  | Montenegro          | 71                  | Israel       | 72           | Israel                | 73                    |              |              |                           |                           |        |        |                      |                      |  |  |                   |                   |
|  |                     |                     | Israel       | 72           | 17 de agosto          | 17 de agosto          | 17 de agosto | 17 de agosto |                           |                           |        |        |                      |                      |  |  |                   |                   |
|  |                     |                     | Georgia      | 63           | 17 de agosto          | 17 de agosto          | 17 de agosto | 17 de agosto |                           |                           |        |        |                      |                      |  |  |                   |                   |
|  | Partido 15.º lugar  | Partido 15.º lugar  | Georgia      | 63           | Georgia               | 81                    |              |              |                           |                           | Israel | 72     | Partido 11.º lugar   | Partido 11.º lugar   |  |  |                   |                   |
|  | Partido 15.º lugar  | Partido 15.º lugar  | 15 de agosto |              | Georgia               | 81                    |              |              |                           |                           | Israel | 72     | Partido 11.º lugar   | Partido 11.º lugar   |  |  |                   |                   |
|  | 18 de agosto        | 18 de agosto        |              |              | Montenegro            | 83                    |              |              | Estonia                   | 71                        |        |        | 18 de agosto         | 18 de agosto         |  |  |                   |                   |
|  | Países Bajos        | 92                  | Montenegro   | 65           | Montenegro            | 83                    | Italia       | 70           | Estonia                   | 71                        |        |        |                      |                      |  |  |                   |                   |
|  | Países Bajos        | 92                  | Montenegro   | 65           |                       |                       | Italia       | 70           |                           |                           |        |        |                      |                      |  |  |                   |                   |
|  | Georgia             | 90                  |              |              | Estonia               | 78                    |              |              | Estonia                   | 77                        |        |        |                      |                      |  |  |                   |                   |

#### Cuartos de final del 9.º–16.º lugar
| 15 de agosto, 13:45 | Países Bajos                        | 45–80   | Italia | Novi Sad                                    |  |
|                     | Parciales: 9–23, 8–26, 18–19, 10–12 |         |        |                                             |  |
|                     |                                     | Reporte |        | Pabellón: SPC Vojvodina Árbitros: [[]] [[]] |  |

| 15 de agosto, 16:00 | Israel                               | 72–63   | Georgia | Novi Sad                                    |  |
|                     | Parciales: 23–13, 15–22, 12–19, 22–9 |         |         |                                             |  |
|                     |                                      | Reporte |         | Pabellón: SPC Vojvodina Árbitros: [[]] [[]] |  |

| 15 de agosto, 18:15 | Montenegro                            | 65–78   | Estonia | Novi Sad                                    |  |
|                     | Parciales: 15–25, 17–22, 17–19, 16–12 |         |         |                                             |  |
|                     |                                       | Reporte |         | Pabellón: SPC Vojvodina Árbitros: [[]] [[]] |  |

| 15 de agosto, 20:30 | Eslovenia                             | 82–84   | Alemania | Novi Sad                                    |  |
|                     | Parciales: 16–11, 32–11, 16–34, 18–28 |         |          |                                             |  |
|                     |                                       | Reporte |          | Pabellón: SPC Vojvodina Árbitros: [[]] [[]] |  |

#### Semifinales del 13.eɽ–16.º lugares
| 17 de agosto, 13:45 | Países Bajos                         | 62–77   | Eslovenia | Novi Sad                                    |  |
|                     | Parciales: 23–29, 11–18, 19–14, 9–16 |         |           |                                             |  |
|                     |                                      | Reporte |           | Pabellón: SPC Vojvodina Árbitros: [[]] [[]] |  |

| 17 de agosto, 16:00 | Georgia                               | 81–83   | Montenegro | Novi Sad                                    |  |
|                     | Parciales: 23–28, 17–18, 19–15, 22–22 |         |            |                                             |  |
|                     |                                       | Reporte |            | Pabellón: SPC Vojvodina Árbitros: [[]] [[]] |  |

#### Semifinales del 9.º–12.º lugar
| 17 de agosto, 18:15 | Italia                                | 80–93   | Alemania | Novi Sad                                    |  |
|                     | Parciales: 14–24, 23–16, 14–22, 29–31 |         |          |                                             |  |
|                     |                                       | Reporte |          | Pabellón: SPC Vojvodina Árbitros: [[]] [[]] |  |

| 17 de agosto, 20:30 | Israel                                | 72–71   | Estonia | Novi Sad                                    |  |
|                     | Parciales: 22–18, 19–16, 16–15, 15–22 |         |         |                                             |  |
|                     |                                       | Reporte |         | Pabellón: SPC Vojvodina Árbitros: [[]] [[]] |  |

#### Partido por el 15.º lugar
| 18 de agosto, 11:30 | Países Bajos                          | 92–90   | Georgia | Novi Sad                                    |  |
|                     | Parciales: 26–24, 20–19, 22–25, 24–22 |         |         |                                             |  |
|                     |                                       | Reporte |         | Pabellón: SPC Vojvodina Árbitros: [[]] [[]] |  |

#### Partido por el 13.eɽlugar
| 18 de agosto, 16:00 | Eslovenia                             | 80–71   | Montenegro | Novi Sad                                    |  |
|                     | Parciales: 14–17, 17–16, 25–16, 24–22 |         |            |                                             |  |
|                     |                                       | Reporte |            | Pabellón: SPC Vojvodina Árbitros: [[]] [[]] |  |

#### Partido por el 11.º lugar
| 18 de agosto, 13:45 | Italia                                | 70–77   | Estonia | Novi Sad                                    |  |
|                     | Parciales: 18–10, 20–24, 16–21, 16–22 |         |         |                                             |  |
|                     |                                       | Reporte |         | Pabellón: SPC Vojvodina Árbitros: [[]] [[]] |  |

#### Partido por el 9.º lugar
| 18 de agosto, 13:45 | Alemania                              | 77–73   | Israel | Novi Sad                                    |  |
|                     | Parciales: 15–15, 21–27, 16–13, 25–18 |         |        |                                             |  |
|                     |                                       | Reporte |        | Pabellón: SPC Vojvodina Árbitros: [[]] [[]] |  |

## Clasificación final
– Desciende a la División B.
| Pos.              | Equipo       | Balance |
| ----------------- | ------------ | ------- |
| Medalla de oro    | Croacia      | 6-1     |
| Medalla de plata  | España       | 6-1     |
| Medalla de bronce | Turquía      | 5-2     |
| 4.º               | Francia      | 5-2     |
| 5.º               | Serbia       | 5-2     |
| 6.º               | Grecia       | 3-4     |
| 7.º               | Lituania     | 5-2     |
| 8.º               | Letonia      | 2-5     |
| 9.º               | Alemania     | 4-5     |
| 10.º              | Israel       | 3-4     |
| 11.º              | Estonia      | 4-3     |
| 12.º              | Italia       | 2-5     |
| 13.º              | Eslovenia    | 3-4     |
| 14.º              | Montenegro   | 2-5     |
| 15.º              | Países Bajos | 1-6     |
| 16.º              | Georgia      | 0-7     |